# Alois Hrášek
Alois Hrášek (* 25. April 1906 in Prag; † im 20. oder 21. Jahrhundert) war ein tschechoslowakischer Schwimmer.

## Karriere
Hrášek nahm 1920 an den Olympischen Spielen in Antwerpen teil. Hier scheiterte er in den Wettbewerben über 400 m und 1500 m Freistil jeweils im Vorlauf an der Qualifikation für das Halbfinale.